# Lijst van oorlogsmonumenten in Zoeterwoude
De Nederlandse gemeente Zoeterwoude heeft 2 oorlogsmonumenten. Hieronder een overzicht.
| Nr.  | Object                          | Herdachte groep                                                    | Ontwerper                   | Onthulling       | Type        | Locatie                     | Plaats      | Coördinaten                  | Foto                            |
| ---- | ------------------------------- | ------------------------------------------------------------------ | --------------------------- | ---------------- | ----------- | --------------------------- | ----------- | ---------------------------- | ------------------------------- |
| 1180 | Gedenksteen in het gemeentehuis | militairen in dienst van het Ned. Kon. na 1945, burgerslachtoffers | Steenhouwerij G. Keuzenkamp |                  | gedenksteen | Noordbuurtseweg 27, 2381 ET | Zoeterwoude | 52° 7' 31" NB, 4° 29' 52" OL | Gedenksteen in het gemeentehuis |
| 2806 | Gedenkplaat Jolly Duck          | geallieerde militairen                                             |                             | 22 februari 2005 | plaquette   | Geerweg 8, 2381 LT          | Zoeterwoude | 52° 5' 30" NB, 4° 29' 55" OL | Gedenkplaat Jolly Duck          |

Alblasserdam ·
Albrandswaard ·
Alphen aan den Rijn ·
Barendrecht ·
Bodegraven-Reeuwijk ·
Capelle aan den IJssel ·
Delft ·
Den Haag ·
Dordrecht ·
Goeree-Overflakkee ·
Gorinchem ·
Gouda ·
Hardinxveld-Giessendam ·
Hendrik-Ido-Ambacht ·
Hillegom ·
Hoeksche Waard ·
Kaag en Braassem ·
Katwijk ·
Krimpen aan den IJssel ·
Krimpenerwaard ·
Lansingerland ·
Leiden ·
Leiderdorp ·
Leidschendam-Voorburg ·
Lisse ·
Maassluis ·
Midden-Delfland ·
Molenlanden ·
Nieuwkoop ·
Nissewaard ·
Noordwijk ·
Oegstgeest ·
Papendrecht ·
Pijnacker-Nootdorp ·
Ridderkerk ·
Rijswijk ·
Rotterdam ·
Schiedam ·
Sliedrecht ·
Teylingen ·
Vlaardingen ·
Voorne aan Zee ·
Voorschoten ·
Waddinxveen ·
Wassenaar ·
Westland ·
Zoetermeer ·
Zoeterwoude ·
Zuidplas ·
Zwijndrecht